# Joseph Edward Rozzo
Joseph Edward Rozzo (New York, 19 ottobre 1947) è un fotografo, docente e regista statunitense.

## Carriera
Italiano di origine statunitense, dopo gli studi alla School for Public Communications della Boston University e la laurea in Belle Arti con specializzazione in fotografia contemporanea negli Stati Uniti alla Rhode Island School of Design nel 1970, Edward Rozzo si stabilisce a Milano dove si dedica da oltre trent'anni a fotografare persone, luoghi e processi lavorativi, lavorando con le più importanti multinazionali e varie testate a livello mondiale.
Per vent'anni ha abbinato la sua attività professionale ad un'intensa attività didattica, conducendo workshops e lezioni in Italia e all'estero. Per quattro anni è stato titolare della cattedra di Fotografia
presso l'Accademia di Belle Arti di Bergamo e per nove anni responsabile del Dipartimento di Fotografia all'Istituto Europeo di Design di Milano.
Dal 1982 al 1984 è chiamato dall'allora sovrintendente della Pinacoteca di Brera, Carlo Bertelli, per creare e dirigere il programma Brera/Fotografia.
Negli anni, affianca al suo lavoro professionale la ricerca personale. Le sue fotografie sono state
esposte in varie mostre personali e collettive in Italia quali la Biennale della Fotografia a Torino, la Fondazione Corrente di Milano e il Museo Alinari di Firenze. Nel 1998 le sue immagini sono state esposte nella mostra Il Nuovo Paesaggio Umano curata da Toni Thorimbert per la XXIX edizione dei Rencontres Internationales de la Photographie ad Arles, France.
Nel 1999 viene selezionato a partecipare all'Osservatorio sul Contemporaneo, un progetto, curato da Mario Cresci allora direttore dell'Accademia Carrara di Bergamo. Il progetto richiedeva l'interpretazione della vita contemporanea attraverso l'intervento di vari artisti italiani. Il suo contributo diventa Province mentali, una ricerca sull'identità post-moderna. Inoltre, dal luglio 1999 a gennaio 2000 ha luogo la sua mostra personale, Pensieri urbani, al Castello Sforzesco di Milano curata da Angela Madesani. Nell'aprile del 2005 si presenta con la mostra La Lacuna del Presente alla Heart Gallery di Verona.
Da quattordici anni tiene corsi di Corporate Identity e Brand Identity al Ecole d’arts appliqués Vevey nella Svizzera, dal 2004 è Teaching Fellow all'Università Bocconi di Milano (CLEACC) dove dal 2012 insegna anche Consumer Culture Theory nel Dipartimento di Marketing e anche Cinema & Social Theory e dal 2006 è Professor in Retail Semiotics sempre all'Ecole Superieure d'Arts Appliqués Vevey.  
Nel 2002 suo progetto multimediale Il Valore delle Persone creato per la Banca Popolare di Verona ha vinto il prestigioso premio EMMA Award per eccellenza come il migliore progetto multimediale internazionale nella categoria di comunicazione aziendale. Nel 2011 il suo cortometraggio, Storie Urgenti, ha vinto il Van Gogh Award per il Miglior Film Urbano all'Amsterdam International Film Festival.
Nella primavera del 2008, suo libro di saggi, Art & Ego, scritto con Marcus Reichert, è stato pubblicato a Londra dalla Ziggurat Books e nell'autunno del 2009 è stato pubblicato il seguente volume, Art & Death, una collezione di saggi redatta da Marcus Reichert con vari autori compreso Rozzo.
Nel 2009 allarga la sua attività alla produzione video e nel 2011 fonda la sua casa di produzione, Rozzo Film, a Milano. Ancora nel 2012, con suo figlio Giacomo, ha fondato l'agenzia di “visual brand communications” Rozzo Plus. Nel 2015, si associa al OF-Osservatorio Finanziario per creare OF-Business Narrative, un'agenzia di content cross-platform basata sull'applicazione di Consumer Culture Theory e Strategic Storytelling per il settore finanziario.
| Controllo di autorità | VIAF (EN) 64878630 · ISNI (EN) 0000 0000 7865 8890 · LCCN (EN) nr00030209 · GND (DE) 122026225 |